# Marathon Oil
Marathon Oil este o companie americană din industria petrolieră cu o prezență mondială în domeniile de explorare și producție. Cu peste 27.000 de angajați, compania a avut vânzări de peste 63 miliarde $ în anul 2005.